# Survival (canção de Eminem)
"Survival" é uma canção do rapper norte-americano Eminem, gravada para o seu oitavo álbum de estúdio The Marshall Mathers LP 2. Foi escrita pelo próprio com auxílio na escrita por Erik Alcock, Liz Rodrigues, Pranam Injeti, Mike Strange e Khalil Abdul-Rahman, cujo último também esteve a cargo da produção. A música foi divulgada a 14 de Agosto de 2013 para promover o trailer para o jogo electrónico Call of Duty: Ghosts. Posteriormente, foi lançada a 8 de Outubro do mesmo ano em formato digital na iTunes Store, através das editoras Shady Records, Aftermath Entertainment e Interscope para servir como segundo single do disco. 

## Faixas e formatos
| Descarga digital |            |         |  |
| N.º              | Título     | Duração |  |
| 1.               | "Survival" | 4:34    |  |

## Desempenho nas tabelas musicais

### Posições
| Tabela musical (2013)                        | Melhor posição |
| -------------------------------------------- | -------------- |
| Alemanha - Media Control AG                  | 38             |
| Áustria - Ö3 Austria Top 40                  | 40             |
| Bélgica - Ultratop (Flandres)                | 83             |
| Irlanda - IRMA                               | 22             |
| Estados Unidos - Billboard Hot 100           | 17             |
| Estados Unidos - Billboard R&B/Hip-Hop Songs | 6              |
| Estados Unidos - Billboard Rap Songs         | 4              |
| Reino Unido - UK Singles Chart               | 22             |
| Reino Unido - UK R&B Singles Chart           | 4              |

## Histórico de lançamento
| País           | Data                  | Formato          | Editora discográfica |
| -------------- | --------------------- | ---------------- | -------------------- |
| Austrália      | 15 de Outubro de 2013 | Descarga digital | Aftermath            |
| Brasil         | 15 de Outubro de 2013 | Descarga digital | Aftermath            |
| Espanha        | 15 de Outubro de 2013 | Descarga digital | Aftermath            |
| Estados Unidos | 15 de Outubro de 2013 | Descarga digital | Aftermath            |
| França         | 15 de Outubro de 2013 | Descarga digital | Aftermath            |
| Nova Zelândia  | 15 de Outubro de 2013 | Descarga digital | Aftermath            |
| Portugal       | 15 de Outubro de 2013 | Descarga digital | Aftermath            |